# Sphaerodactylus parthenopion
Sphaerodactylus parthenopion es una especie de geco del género Sphaerodactylus, familia Sphaerodactylidae, orden Squamata. Fue descrita científicamente por Thomas en 1965.

## Descripción
La longitud hocico-respiradero en machos y hembras es de 16 y 18 milímetros respectivamente.

## Distribución
Se distribuye por las Islas Vírgenes Británicas.